# Dio Disciples
Dio Disciples ist eine US-amerikanische Metal-Band, die sich nach dem Tod von Ronnie James Dio gegründet hat. Sie bestand zuerst aus dessen Ex-Bandmitgliedern und zwei Sängern (z. B. Tim „Ripper“ Owens). Inzwischen wird durch den Abgang von Rudy Sarzo bei Promotionstexten nur noch die Bezeichnung Freunde von Dio für die Mitglieder verwendet.

## Geschichte
Nachdem Ronnie James Dio im Mai 2010 an Krebs verstorben war, löste sich dessen Band Dio auf.
Am 18. Mai 2011 wurde die Gründung der Dio Disciples verkündet. Es folgte bald eine Tour. Das erste Konzert fand in Moskau statt, und kurz danach folgten auch Auftritte u. a. beim Download-Festival im Donington Park, beim Sauna Open Air und beim Graspop Metal Meeting. In Spanien und Italien war auch Doro Pesch bei den Auftritten dabei. Nach dieser Tour musste Rudy Sarzo von James LoMenzo ersetzt werden, da Sarzo mit Blue Öyster Cult auf Tour ging. Im Sommer 2012 spielte die Band erneut auf Festivals, wie z. B. Wacken Open Air und Bloodstock Open Air. Hierbei stand Bjorn Englen am Bass. Da Tim „Ripper“ Owens 2013 für mindestens ein Konzert nicht zur Verfügung stand, wurde Mark Boals (Yngwie Malmsteen, Uli Jon Roth) als Ersatzsänger verpflichtet. 2013 vertrat original Dio-Schlagzeuger Vinnie Appice den etatmäßigen Schlagzeuger Simon Wright bei zwei Konzerten in Kanada und drei Konzerten in den USA.